# Plesionika pacifica
Plesionika pacifica är en kräftdjursart som beskrevs av John R. Edmondson 1952. Plesionika pacifica ingår i släktet Plesionika och familjen Pandalidae. Inga underarter finns listade i Catalogue of Life.